# Vernalisation
Vernalisation (lat. vernalis „Frühlings-“) oder Jarowisation (russ. Яровизация, von яровой, „Frühjahr“) bezeichnet die natürliche Induktion (Anregung) des Schossens und Blühens bei Pflanzen durch eine längere Kälteperiode im Winter.
Zahlreiche ein- und zweijährige Pflanzenarten in Regionen mit ausgeprägten Unterschieden zwischen Winter- und Sommerbedingungen schossen und blühen erst, nachdem sie eine andauernde Periode mit niedrigen Temperaturen durchlebt haben. Das verhindert den Beginn der generativen Phase in der für die Pflanze ungünstigen Zeit vor Wintereinbruch.
Wegweisend in der Vernalisationsforschung war Gustav Gassner.
Die praktische Anwendung der Jarowisation in der russischen Landwirtschaft geht auf Vorschläge des russischen Forschers Trofim Denissowitsch Lyssenko zurück. In der Regierungszeit Josef Stalins wurden die Methoden Lyssenkos zeitweise zur offiziellen Wissenschaftsdoktrin der Sowjetunion (Lyssenkoismus).

## Abgrenzung
Vernalisation muss von Stratifikation unterschieden werden, worunter die künstliche Behandlung von Samen zur Förderung ihrer Keimung verstanden wird. Diese kann, ebenso wie Vernalisation, durch eine Kältebehandlung der Samen erfolgen.
Auch die Herstellung und der Anbau von Frigopflanzen ist keine Vernalisation, sondern die künstliche Verlängerung der Winterruhe zur Beeinflussung der Erntezeit.

## Bedeutung bei Nutzpflanzen
Verbreitete Nutzpflanzen, bei welchen die Vernalisation eine wichtige Rolle spielt, sind die Getreidearten. Hier werden Winter- und Sommergetreide unterschieden. Wintergetreidearten werden im Herbst ausgesät, überwintern als kleine Pflanzen und schossen im nächsten Frühjahr.
Um im kontinentalen Klima Sibiriens ertragreiches Wintergetreide auch im Frühling aussäen zu können, wurde einige Jahre „künstlich jarowisiert“, d. h. bei Frostwetter das Wintergetreidesaatgut in speziellen Gebäuden durch Zusatz von Feuchtigkeit und Wärme in Keimstimmung gebracht, danach wurden für einige Stunden Türen und Fenster geöffnet, um das Saatgut den niedrigen Temperaturen auszusetzen. Durch diese „künstliche Jarowisation“ wurde die in Wintergetreide vorhandene Schosshemmung beseitigt und die Wintergetreidesorten schossten und blühten auch bei Frühjahrsaussaat. Durch die Jarowisation von Sommergetreide wurde versucht, auch deren Saatperiode zu verlängern.
Nach der Landwirtschaftsreform Stalins standen nicht ausreichend Sämaschinen zur Verfügung; durch künstliche Jarowisation von Saatgut konnten die Ertragsrisiken später Aussaat nicht verhindert, aber teilweise vermindert werden. Durch die bessere Ausstattung mit Sämaschinen und die Einführung neuer ertragreicher Sommergetreidesorten ist die Jarowisation aus der russischen Landwirtschaft bald wieder verschwunden.
Bei Nutzung des optimalen Saatzeitpunktes besteht keine Notwendigkeit zur künstlichen Vernalisation.
Ein Beispiel für eine unerwünschte Vernalisation sind die Schosser bei der Zuckerrübe, die entstehen, wenn nach der Saat im Frühjahr das Saatgut im Boden Spätfröste erlebt.

## Physiologie
Die Kälteperiode und der Blühvorgang können zeitlich relativ weit voneinander getrennt sein. Das bedeutet, dass nicht unmittelbar zu Beginn der wärmeren Periode der Blühvorgang erfolgen muss. Hier spielen teilweise weitere Faktoren wie Tageslänge, Temperatur oder Entwicklungszustand der Pflanze eine Rolle. Pflanzen sind in der Lage, sich an die durchlebte Kälteperiode zu „erinnern“. So kann bei einigen Arten die Vernalisation schon im Samenstadium erfolgen, allerdings blüht die Pflanze erst in viel späteren Entwicklungsschritten.
Die Vernalisation wirkt offenbar hauptsächlich auf das Sprossapikalmeristem. Werden andere Teile der Pflanze, wie zum Beispiel die Blätter, niedrigen Temperaturen ausgesetzt, findet keine Vernalisation statt. Eine weitere Beobachtung ist, dass sich der vernalisierte Zustand einer Pflanze nicht durch Pfropfung übertragen lässt. Wird beispielsweise eine nicht vernalisierte Sprossspitze auf eine vernalisierte Basis gepfropft, zeigt diese Sprossspitze weiterhin ein unvernalisiertes Blühverhalten. Auch dieser Befund lässt vermuten, dass der vernalisierte Zustand nicht über eine größere Distanz in der Pflanze verbreitet wird und die Vernalisation direkt auf das entscheidende Gewebe wirkt, nämlich das Sprossapikalmeristem.